# Potamogeton natans
Potamogeton natans là một loài thực vật có hoa trong họ Potamogetonaceae. Loài này được L. miêu tả khoa học đầu tiên năm 1753.